# Svatý Stapin
Svatý Stapin (latinsky Stapinus; 7. století En Lanet – 8. století Dourgne) byl biskupem v jihofrancouzském Carcassonne v 7. století.

## Život

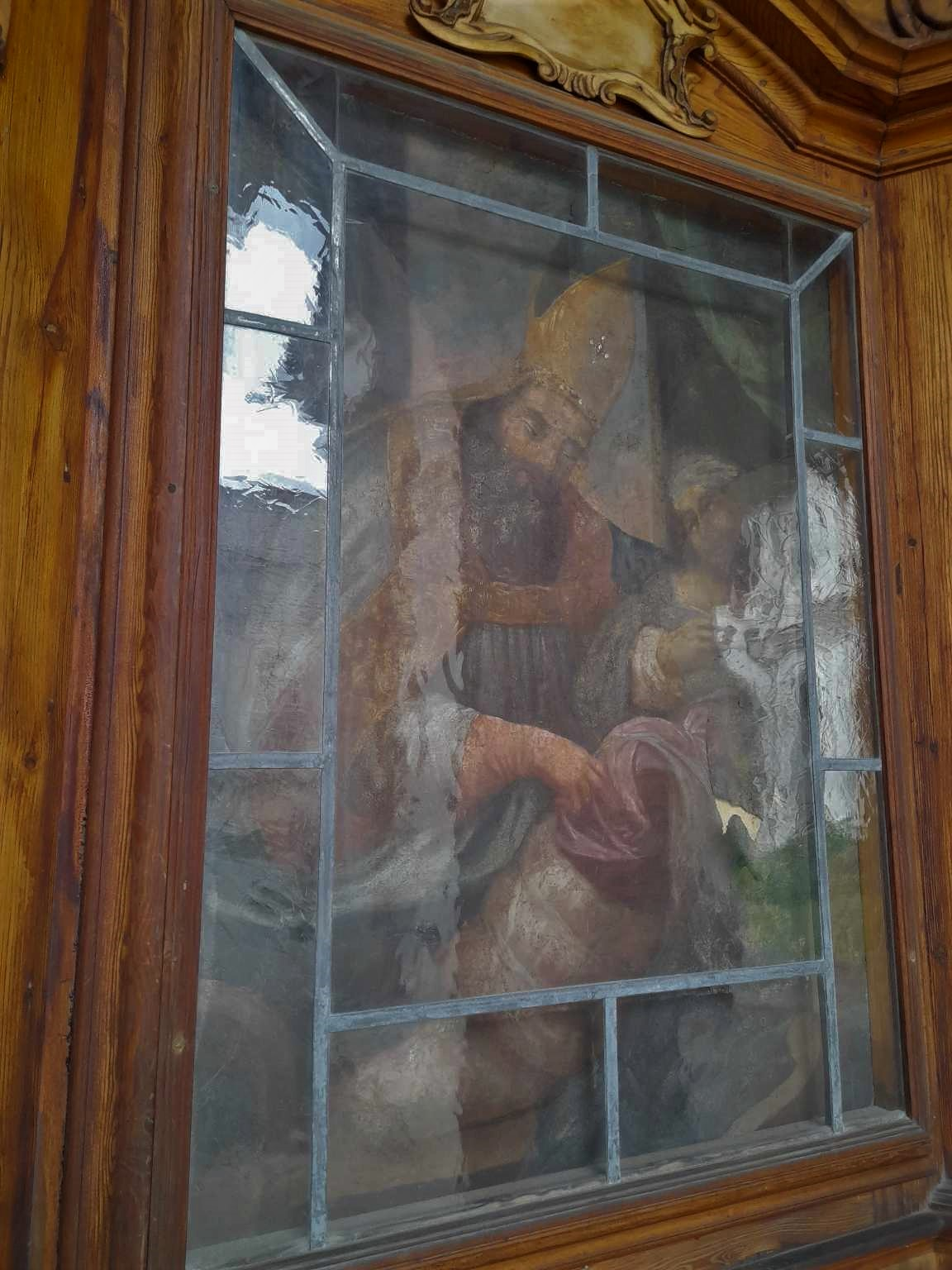
Obraz sv. Stapina v ambitu pražské Lorety

Stapin žil jako poustevník nedaleko Dourgne. Kolem roku 685 byl požádán, aby se stal biskupem v Carcassonne. Stapina zprvu tato myšlenka děsila a schovával se v jeskyních. Po cestě z Dourgne do Carcassonne se měl zastavit ve vsi Ventenac-Cabardès, která se stala jedním z míst jeho kultu. Několik let před svou smrtí se Stapin vrátil do okolí Dourgne. Podle jiného výkladu musel roku 725 biskupský stolec opustit při dobytí města.
V Dourgne je jeho svátek slaven 6. srpna, v den jeho údajné smrti.

## Úcta
Stapin byl ve středověku a raném novověku uctíván zejména na území dnešní jižní Francie, Belgie a Německa. Je uctíván také jako patron proti onemocnění dnou. V 17. století byl Stapinův kult zaznamenán do Acta sanctorum. V 17. století existovalo v Lyonu bratrstvo sv. Stapina.
V Dourgne je Stapinovi zasvěcena kaple z 15. století a stojí zde i jeho socha. V českých zemích je sv. Stapinovi zasvěcena kaple na Klokočce postavená ve 20. letech 18. století Marií Markétou z Valdštejna nad pramenem vody údajně léčícím dnu. Stapin je vyobrazen spolu s dalšími světci spjatými s léčitelstvím v ambitu pražské Lorety.
Je zpodobňován jako biskup, často s obvázanýma nohama (léčba onemocnění dnou).